# Хороша економіка для поганих часів
«Хороша економіка для поганих часів» — книга Естер Дуфло та Абхіджіт Банерджі, опублікована 12 листопада 2019, місять після того, як автори стали лауреатами Нобелівської премії з економіки. Книга спирається на останні події в економічних дослідженнях, щоб аргументувати розв'язання проблем, що стоять перед сучасною економікою та суспільством у всьому світі, включаючи уповільнення економічного зростання, імміграцію, нерівність доходів, зміну клімату, глобалізацію та технологічне безробіття. Книга виступає проти ідеї, згідно з якою іммігранти знижують заробітну плату та беруть роботу у корінних робітників. Вони також стверджують, що люди, які бідні, часто приймають більш обґрунтовані фінансові рішення, ніж це зазвичай приписується їм.

## Публікація та просування
У жовтні 2019 року Банерджі вирушив до Індії, щоб рекламувати книгу, виступаючи з виступами в столиці Нью-Делі та своєму рідному місті Калькутті. Поїздка включала зустріч із прем'єр-міністром Нарендрою Моді в його офіційній резиденції, Лок Кальян Марг, 7, у Нью-Делі. Дюфло розповів про книгу в Лондонській школі економіки 5 листопада 2019 р.

## Сприйняття
Publishers Weekly високо оцінив книгу, написавши: «Аргументи Банерджі та Дюфло є оригінальними та відкритими, а їхні докази чітко представлені. Політики та читачі-професіонали, які шукають нових поглядів на сучасні економічні питання, насолодяться цією яскравою книгою».
Kirkus Reviews дали позитивну рецензію на книгу, назвавши її «іноді хитким, але загалом гарним доказом того, як похмура наука може зробити світ менш — ну, похмурим».
У своїй рецензії для The Guardian грецький економіст і політик Яніс Варуфакіс високо оцінив книгу та назвав її «методичною деконструкцією фейкових фактів» і «чудовою протиотрутою від найнебезпечніших форм економічної критики».
Ніколас Крістоф писав, що Банерджі та Дюфло «руйнують традиційні аргументи проти вищих податків для багатих у проникливій книзі».
Книгу схвально оцінили такі економісти, як Вільям Істерлі, Томас Пікетті, Еммануель Саес, Роберт Солоу, Дарон Ацемоглу, Пінелопі Голдберг і Рагурам Раджан, а також вчений-юрист Кесс Санстейн.

## Історія видання
- Good Economics for Hard Times: Better Answers to Our Biggest Problems. United States: PublicAffairs. ISBN 978-1-61039-950-0. 432 сторінки.[12]
- Good Economics for Hard Times: Better Answers to Our Biggest Problems. India: Juggernaut Books. 19 жовтня 2019. ISBN 9789353450700. 416 сторінок.[13]
- Good Economics for Hard Times: Better Answers to Our Biggest Problems. United Kingdom: Allen Lane. ISBN 9780241306895. 416 сторінок.[14]
- Хороша економіка для поганих часів. Україна: Наш Формат. ISBN 978-617-7863-63-1. 416 сторінок.[15]